# Glenea jacintha
Glenea jacintha är en skalbaggsart som beskrevs av Thomson 1879. Glenea jacintha ingår i släktet Glenea och familjen långhorningar. Inga underarter finns listade i Catalogue of Life.